# Casa de Copérnico em Toruń

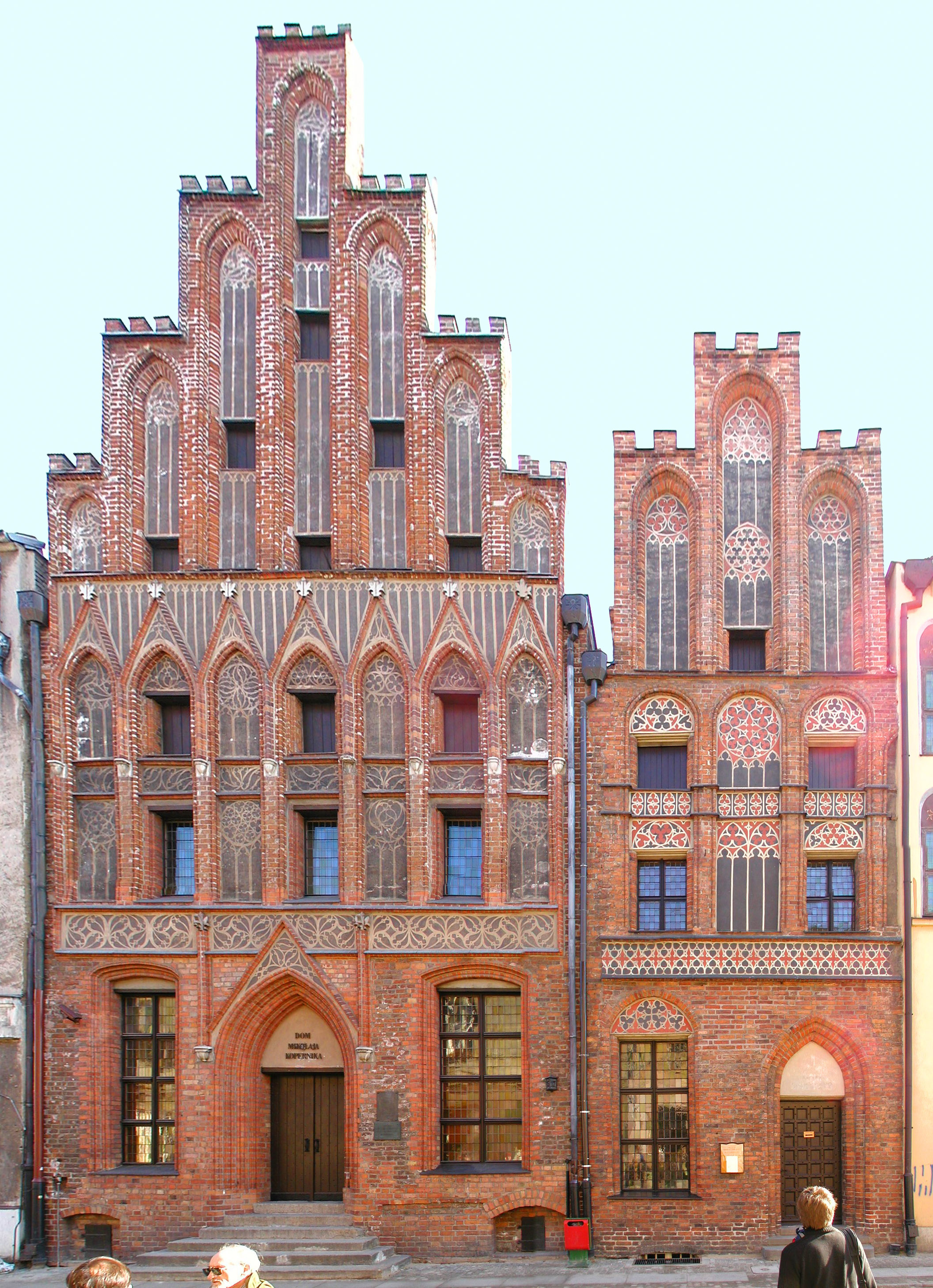
Fachada de prédios de apartamentos

Casa de Copérnico em Toruń –  um prédio de apartamentos histórico, no estilo gótico que na segunda metade do seculo XV pertenceu a família de Copernico. É achada por muitos históricos como a casa do nascimento de Nicolau Copérnico.

## Localização
Um prédio de apartamentos fica na parte Sul do Complexo da Cidade Velha, sob a rua Kopernika 15/17, na vizinhança da casa que antigamente foi achado como o lugar do nascimento de Nicolau Copérnico. Hoje fica ali Hotel Gotyk.

## História

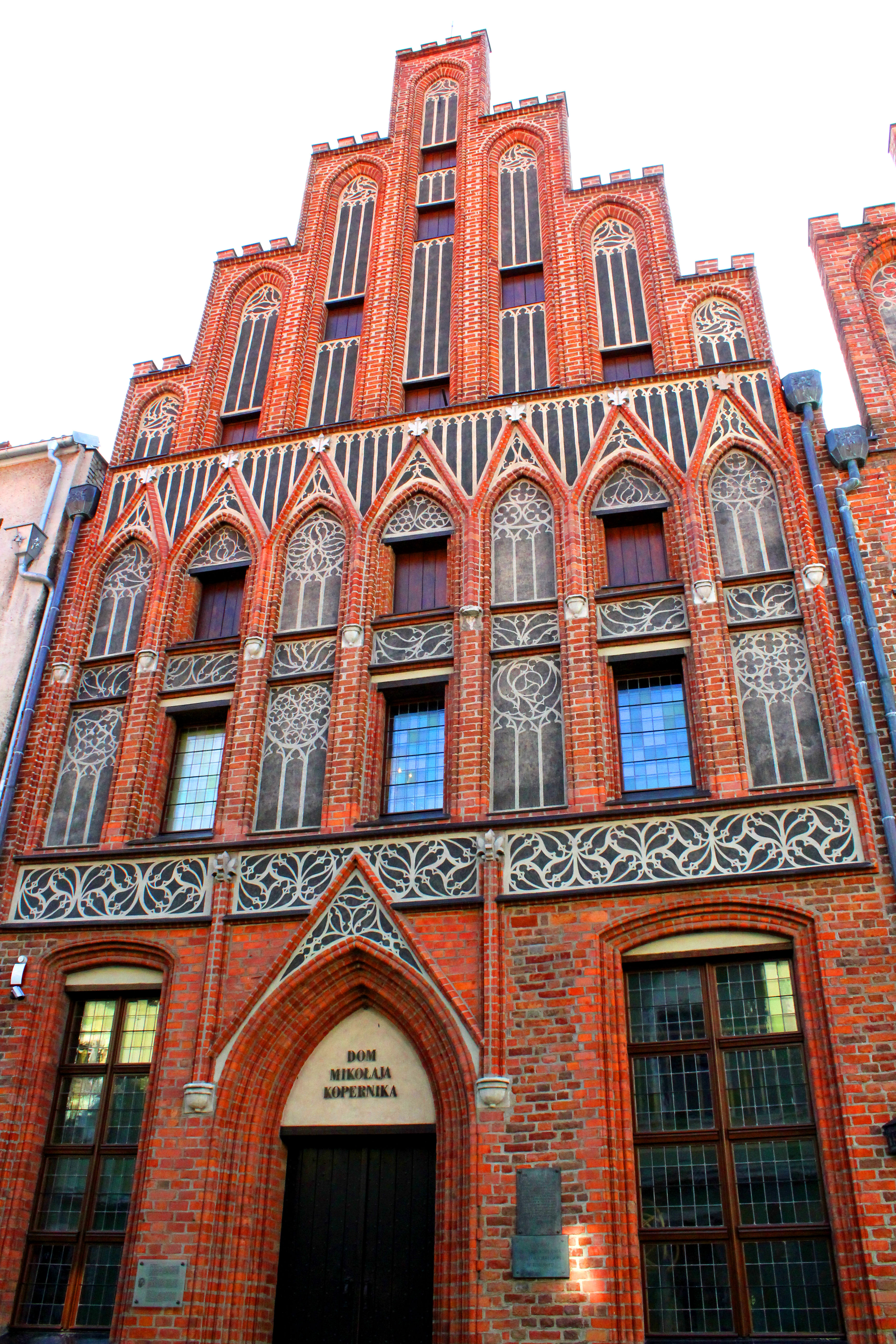
Fachada do prédio de apartamento no qual nasceu-se Nicolau Copérnico

Um prédio de apartamentos é de 1370 e pertence a tão chamados celeiro-casas que na Idade Média cumpriram as funções residenciais tal como de armazém.
No fim do século XIV, Herbord Platte, o comerciante de materiais, tornou-se o proprietário da casa. Em 1459 Lucas I Watzenrode, avô de Nicolau Copérnico, interceptou o prédio de apartamentos de Szymon Falbrecht, seu sobrinho, por causa de débitos. Watzenrode logo depois deu o prédio a sua filha Bárbara Watzenrode e ao esposo dela Nicolau Copérnico Senior. Muitos históricos aponta este prédio de apartamentos como o lugar onde, em 1473, nasceu-se o astrônomo - Nicolau Copérnico. 7 anos depois do nascimento de Nicolau Copérnico, em 1480, a família de Copérnico vendeu o prédio de apartamentos a George Polnische.
No século XIX o edifício foi ajustado para um apartamento de aluguer. Foi reestruturado o interior, fachada foi coberta por gesso.
Em 1929 a casa foi inscrita pela primeira vez ao registro de monumentos. De novo ficou nesta lista em 1970. Nos ano 1972-1973 o prédio de apartamentos foi restaurado. Durante estas obras foi restituída disposição da casa, reconstruindo entre outros o corredor alto com o canto de cozinha, escadaria e isba suspensa pequena de madeira (o rés-do-chão do prédio de apartamentos). Foi renovada também fachada decorada por portal de arco quebrado, frisos de tijolo e nichos verticais decorados pela traceria.
Desde de 1973 no prédio de apartamentos fica o Museu de Nicolau Copérnico.

## Curiosidades
● Antigamente a rua de Copérnico chamou-se de Santa Anna.
● O Serviço de Postal Polaco emitiu 1 de Junho de 1971 o selo postal com a casa de Copérnico em Toruń do valor de face de 40 ceitis, na série “No percurso de Copérnico”.  Imprensa na técnica offset no papel de giz. O autor do projeto foi Andrzej Heldrich. O selo ficou em circulação até 31 de Dezembro de 1994.

## Galeria

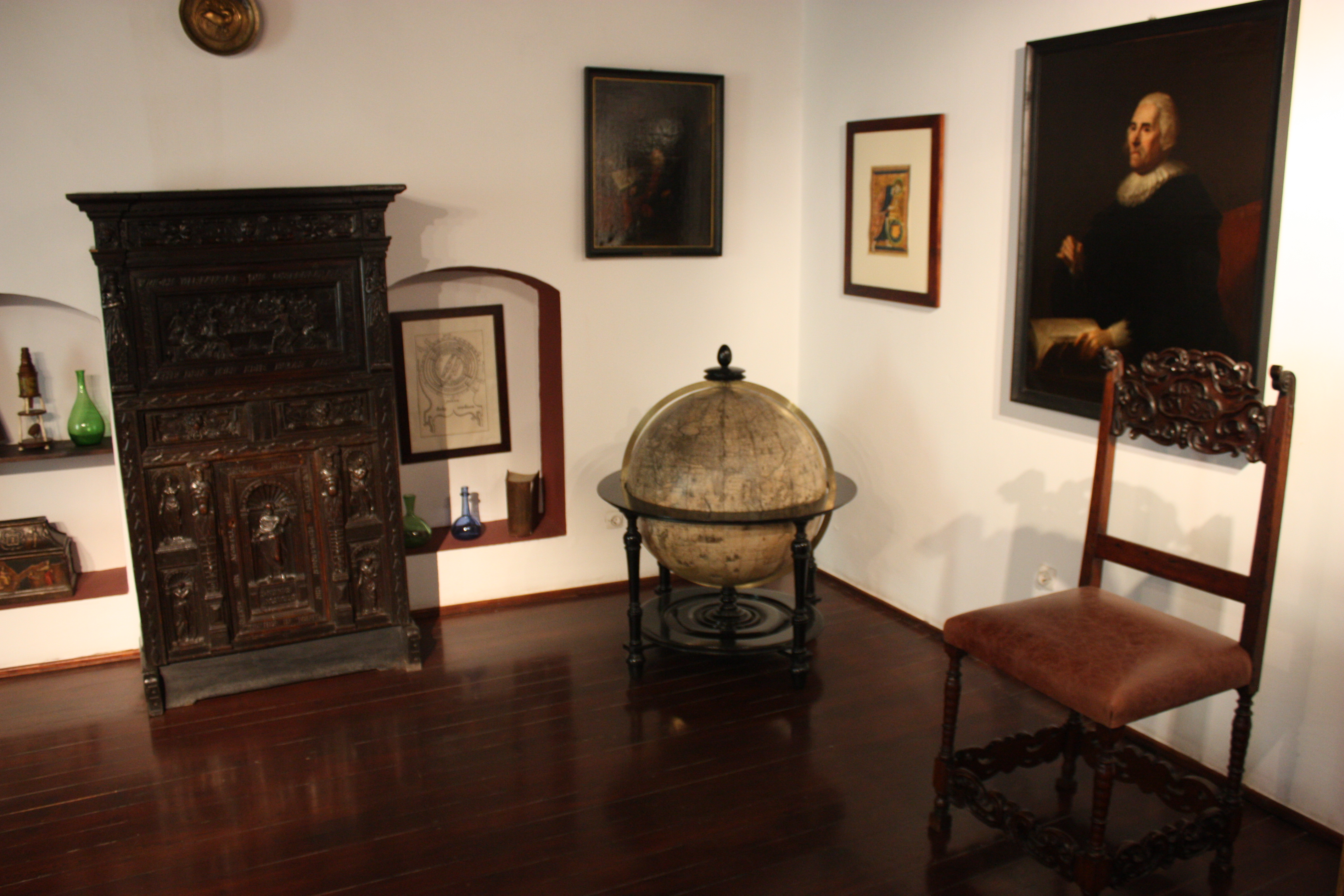
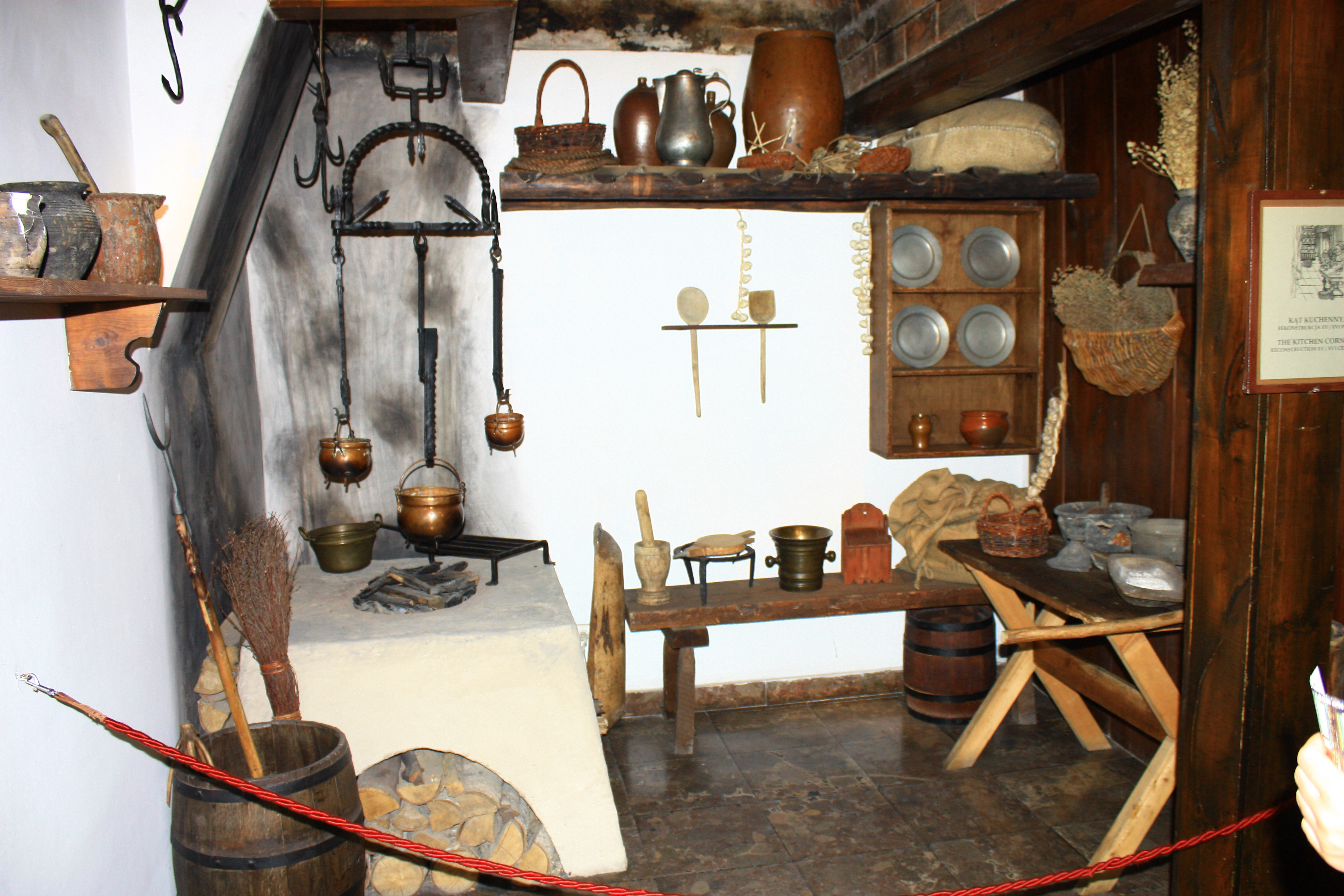
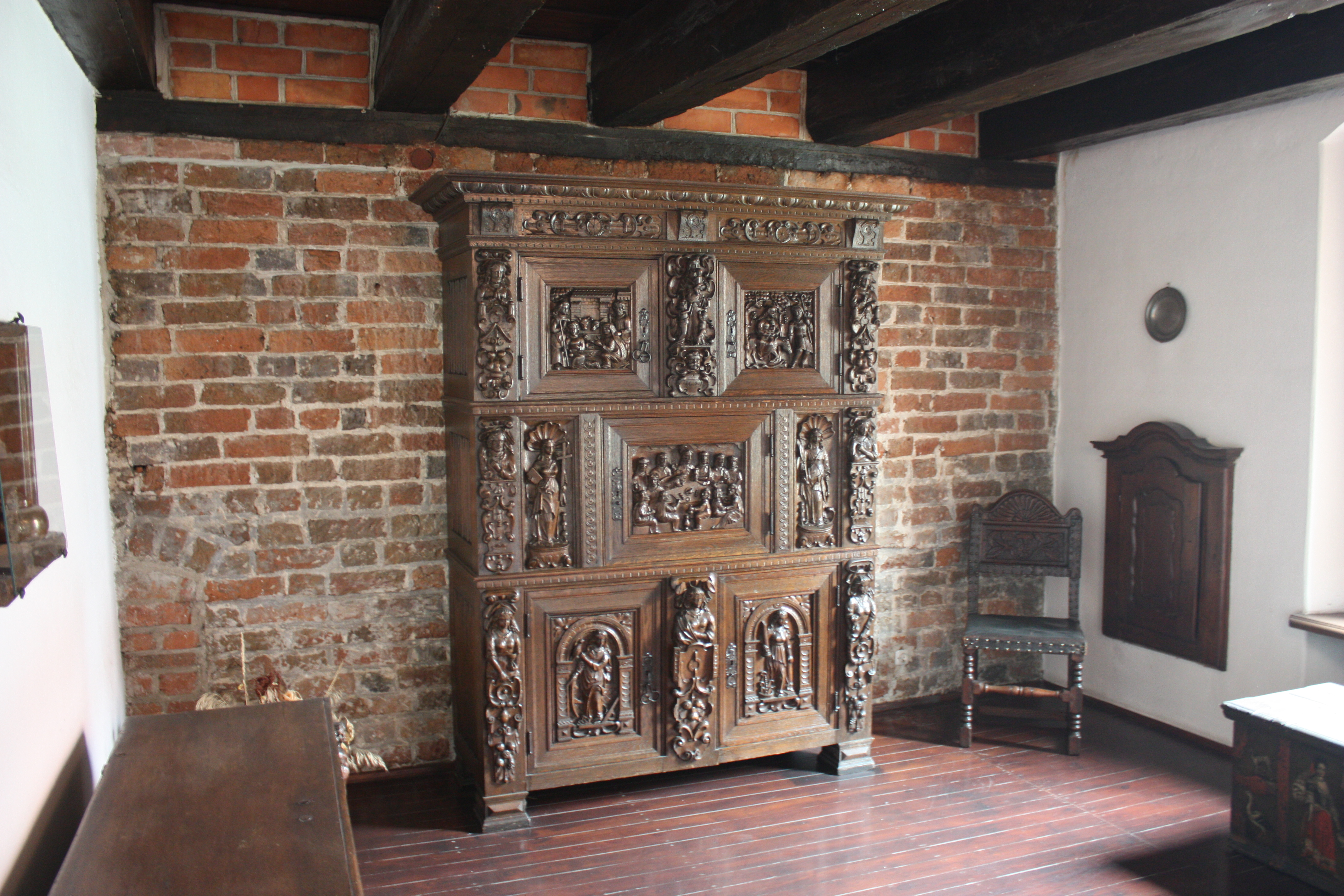
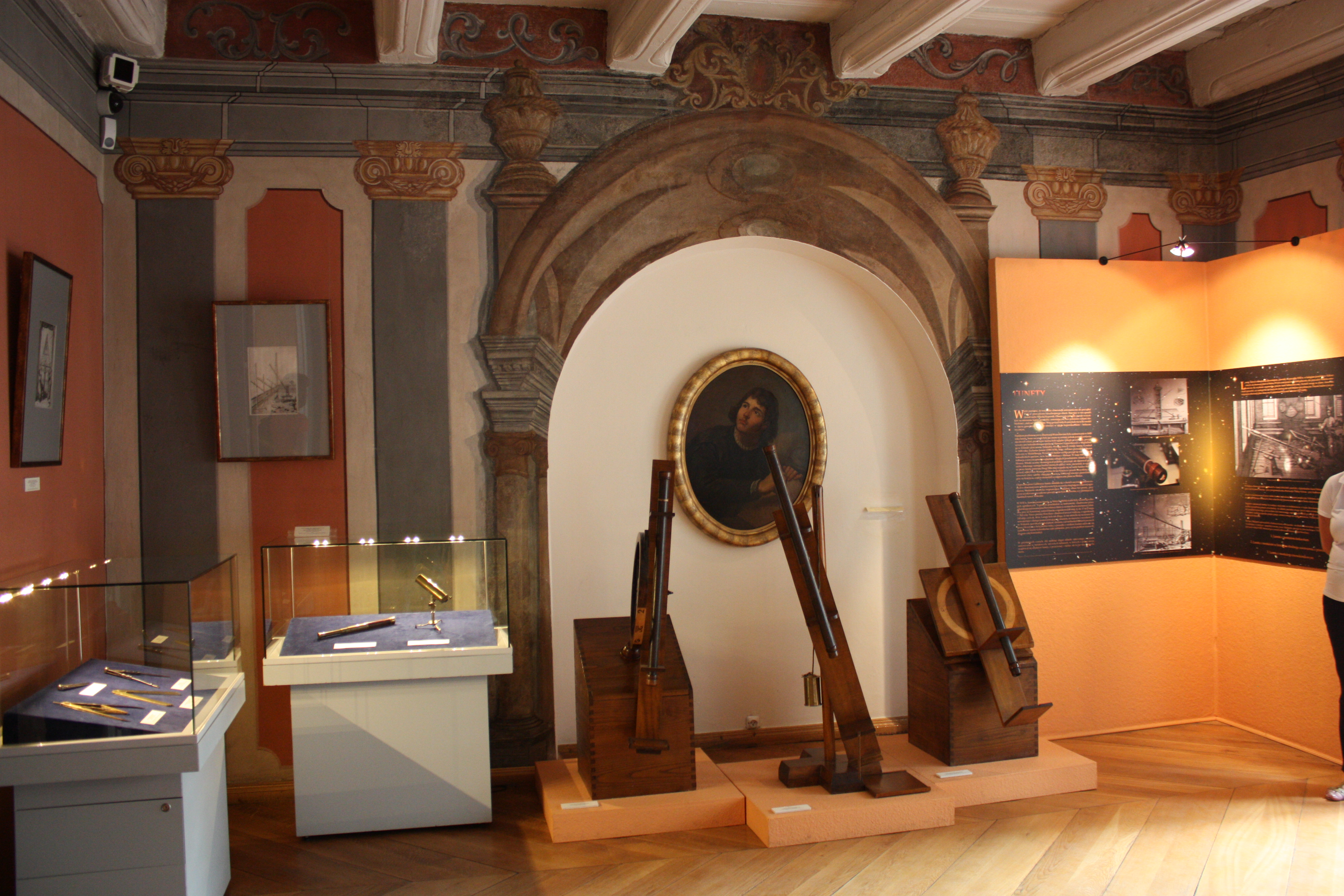